# Velika nagrada Frontieresa 1934
Velika nagrada Frontieresa 1934 je bila neprvenstvena dirka za Veliko nagrado v sezoni 1934. Odvijala se je 20. maja 1934 v Chimayu. 

## Rezultati

### Dirka
| Poz | Dirkač                | Moštvo                | Dirkalnik    | Krogi | Čas/Odstop |
| --- | --------------------- | --------------------- | ------------ | ----- | ---------- |
| 1   | Willy Longueville     | Privatnik             | Bugatti T35B | 15    | 1:22:58    |
| 2   | Bruno Sojka           | Privatnik             | Bugatti T51A | 15    | + 1:26     |
| 3   | Porter                | Privatnik             | Bugatti T37A | 15    | + 1:36     |
| 4   | Claude Barowski       | Privatnik             | Bugatti T51A | 14    | +1 krog    |
| Ods | Arthur Legat          | Privatnik             | Bugatti T37A | 5     | Ventil     |
| DNA | Houp                  | ?                     | Bugatti      |       |            |
| DNA | Meert                 | ?                     | Alfa Romeo   |       |            |
| DNA | Hans Simons           | ?                     | Bugatti      |       |            |
| DNA | Whitney Straight      | Whitney Straight Ltd. | Maserati     |       |            |
| DNA | Jose Maria de Texidor | ?                     | Alfa Romeo   |       |            |